# La Nounou moustachue
Pour plus de détails, voir Fiche technique et Distribution.
La Nounou moustachue (Усатый нянь, Oussaty nian) est un film soviétique réalisé par Vladimir Grammatikov, sorti en 1977.

## Fiche technique
- Titre original : Усатый нянь
- Titre français : La Nounou moustachue[1]
- Réalisation : Vladimir Grammatikov
- Scénario : Andreï Veïtsler, Alexandre Micharine
- Photographie : Lev Ragozine
- Musique : Alexeï Rybnikov
- Textes des chansons : Iouli Kim
- Pays d'origine : URSS
- Format : Couleurs - 35 mm - Mono
- Genre : comédie
- Durée : 73 minutes
- Date de sortie : 1977

## Distribution
- Sergueï Prokhanov : Kecha Tchetvergov
- Lioudmila Chagalova : Marina Mikhaltchiouk
- Elizaveta Ouvarova : Arina Rodionovna
- Sergueï Batchorski : Pontchik
- Valeri Kislenko : Boublik
- Felix Krol : Motyl